# ياداف
ياداف (10 يونيو 1980 بكانبور في الهند - ) هو لاعب كرة قدم هندي في مركز الهجوم. شارك مع منتخب الهند لكرة القدم. أما مع النوادي، فقد لعب مع مومباي سيتي ونادي تشرتشل براذرز ونادي مومباي لكرة القدم وMahindra United FC ‏.

## وصلات خارجية
- ياداف على موقع الاتحاد الدولي (مؤرشف)  (الإنجليزية)
- ياداف على موقع قاعدة بيانات كرة القدم.إي يو (الإنجليزية)
- ياداف على موقع ناشيونال فوتبول تيمز (الإنجليزية)
- ياداف على موقع Soccerway.com (الإنجليزية)
- ياداف على موقع عالم كرة القدم.نت (الإنجليزية)